# Amaro Rodríguez Felipe
Amaro Rodríguez Felipe (né à San Cristóbal de La Laguna le 3 mai 1678 et mort dans la même ville le 4 octobre 1747), plus connu sous le nom d'Amaro Pargo, est un corsaire espagnol né sur l'île de Tenerife (Canaries). Tout en faisant fortune en investissant en terrains principalement viticoles sur l'île de Tenerife les bénéfices de sa participation à la flotte des Indes, il prend également part à des actions corsaires et destine à la vente certains des navires saisis. Il a une forte dévotion envers la religieuse Maria de León Bello y Delgado, dont il finance le tombeau, et fait des donations pour améliorer le sort des pauvres de Tenerife, notamment des détenus de la prison de San Cristóbal de La Laguna.
Son personnage est entouré d'une auréole de romantisme qui le relie à la piraterie, à des trésors cachés et à des amours illicites, et qui est exploitée dans plusieurs romans. L'entreprise de jeux vidéo Ubisoft a ainsi fait réaliser des recherches sur Amaro Pargo centrées sur sa physionomie et comprenant l'exhumation de ses restes.

## Pargo
Pargo interprété comme surnom a donné lieu à de nombreuses spéculations, basées sur un sens de « rapide » ou « insaisissable » en lien avec l'un des noms pargo du poisson pagre commun, ou sur une tradition populaire selon laquelle certaines caractéristiques de son visage ressembleraient à ce poisson. Cependant, des études plus récentes estiment qu'il s'agit d'un surnom au sein de sa famille, et simplement de l'un des noms de son grand-père maternel et du père de celui-ci.

## Contexte historique
Les navires qui se consacrent au commerce transatlantique doivent à l'époque être convenablement armés, en raison des conflits entre l'Espagne et la Grande-Bretagne (guerre de Succession d'Espagne, guerre anglo-espagnole de 1727-1729, guerre de l’oreille de Jenkins), et aussi de la persistance à cette période des attaques de corsaires barbaresques. Une autre raison de les armer est l'achat et la vente de navires arraisonnés pendant les périodes de conflit, activité à laquelle s'adonnent Amaro Pargo ainsi que son frère José Rodríguez Felipe. Certains documents indiquent qu'Amaro Pargo a réalisé des actions corsaires, seul ou en collaboration avec d'autres capitaines de navires de la flotte des Indes.

## Biographie

### Premières années

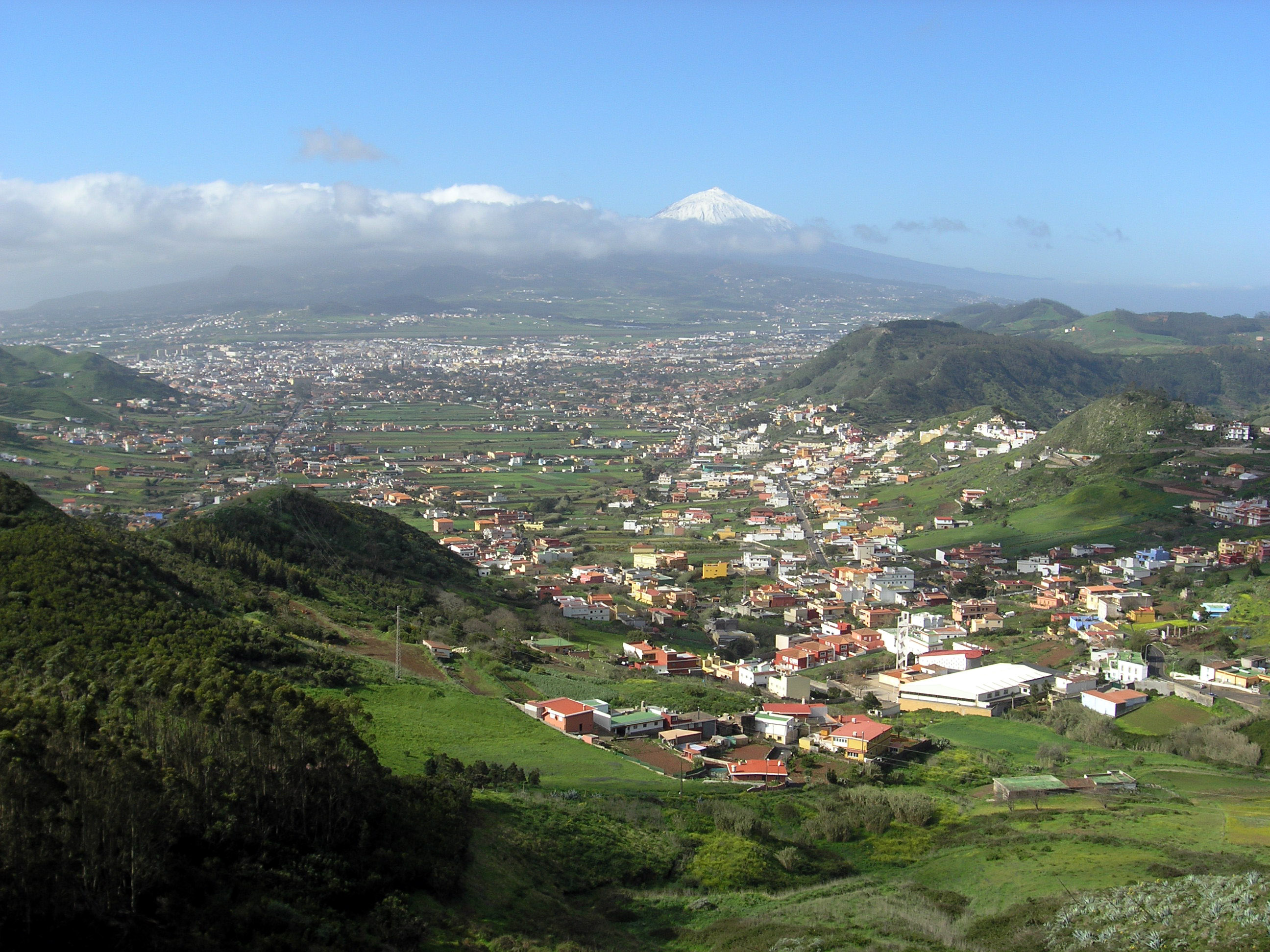
Vue panoramique de San Cristóbal de La Laguna, la ville où est né Amaro Pargo.

Il naît à La Laguna sur l'île de Tenerife (Canaries), le 3 mai 1678.
Il a été baptisé par le père Manuel Hurtado Mendoza dans l'église de Notre-Dame des Remèdes (aujourd'hui cathédrale), étant son parrain Amaro López,).
Sa famille possède plusieurs propriétés à La Laguna autour de la place San Cristóbal (ou plaza Tanque de Abajo), mais ses « maisons principales » sont autour de la plaza de Abajo (aujourd'hui Plaza del Adelantado) près du centre du pouvoir économique, politique et religieux. Le testament de sa mère montre, outre les biens typiques de la bourgeoisie agricole, une comptabilité de marchandises vendues qui donne une place importante aux produits américains comme le cacao, et qui témoigne ainsi d'un réseau commercial auquel participaient différents membres de la famille.

### La flotte des Indes
Il commence sa participation à la flotte des Indes en 1703-1705 comme capitaine de la frégate El Ave María y las Ánimas naviguant entre Santa Cruz de Tenerife et La Havane, trajet qu'il réalise ensuite à différentes occasions avec d'autres navires. Ses connaissances des moyens de transport et des marchandises exportées des Canaries vers les Indes occidentales lui assurent de grands bénéfices, qu'il réinvestit dans ses propriétés principalement viticoles dont la production était envoyée en Amérique.
Amaro a également transporté des esclaves dans des conditions inhumaines vers les Caraïbes dans les cales de ses navires. C'était courant à l'époque, bien que cette activité ait été exercée au début de sa carrière navale mais pas plus tard.
Il existe peu d'indications de sa présence dans les Caraïbes, à part un procès de reconnaissance en filiation concernant un fils illégitime qu'il aurait eu à La Havane d'une certaine Josefa María del Valdespino y Vitrián, et qu'il n'a jamais reconnu.
Son testament témoigne d'une fortune considérable, comprenant 773 propriétés et 42 maisons, dont la grande majorité, à part quelques propriétés acquises par héritage ou par voie de procès, avait été achetée à partir de 1714.

### Corsaire

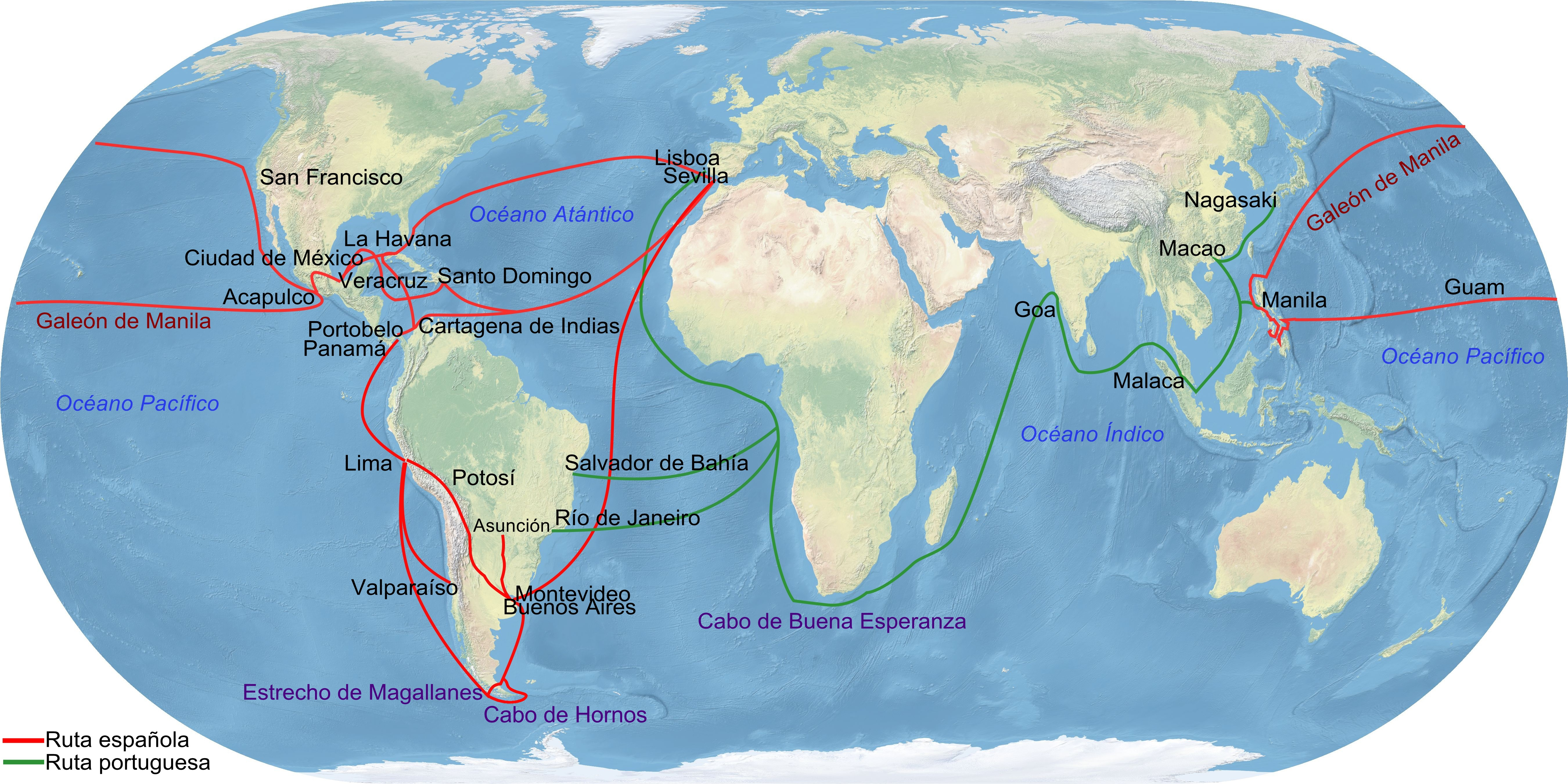
Principales routes commerciales de l'Empire espagnol avec les Indes (en rouge). Amaro Pargo a utilisé la route qui a traversé l'Atlantique et est allé aux Caraïbes.

Le brevet corse d'Amaro Pargo a été retrouvé en 2024 dans les Archives militaires générales de Ségovie, avec d'autres documents qui relatent divers aspects de sa vie. Cependant, plusieurs documents contemporains avaient déjà été retrouvés auparavant qui font allusion au fait que ce marin est venu participer individuellement ou collectivement à des raids corsaires, tels que la capture de navires appartenant aux puissances européennes ennemies. Les textes suggèrent qu'il s'agissait de flottes hostiles à la monarchie espagnole et que la plupart de ces navires capturés étaient destinés à la vente ou à l'achat-vente.
Dans un document daté du 16 avril 1712, il est écrit textuellement: «una enbarcazion enemiga qu’este otorgante apressó con su navio (…) en virtud de patente que tiene de capitan de corsso». Ce dossier a été couramment considéré comme une preuve irréfutable de la condition corsaire d'Amaro Pargo, une condition qui avait déjà été défendue entre autres par Manuel de Paz, professeur à l'Université de La Laguna et Daniel Garcia Pulido, chercheur et bibliothécaire de la même université, tous deux transcripteurs du document.
En 1712 Amaro Pargo captura un navire anglais dont les consignataires étaient à Dublin, le Saint Joseph, commandé par le capitaine anglais Alexander Westher. La capture avait été considérée légitime parce que l'Angleterre était une puissance ennemie de la couronne espagnole, cependant Amaro Rodríguez Felipe a été accusé de ne pas avoir agi avec rigueur lors de l'exercice de ses droits de corsaire, car il avait saccagé le navire et saisi ses possessions, en plus de forcer Alexander Westher à naviguer jusqu'au port de Santa Cruz de Tenerife sous peine de couler le navire.
Le monarque espagnol Felipe V, dans un décret royal daté à San Lorenzo de El Escorial le 24 octobre 1719, autorise Amaro Pargo à construire un navire à Campeche. Ce navire marchand, de 64 coudées de long et 56 quilles, avec plus de 16 mangas, était armé de 58 canons. Selon les études actuelles, ce navire fut affecté à la Marine en 1723 ; juste un an avant, il avait approché et pillé un navire hollandais, le Duyvelant. Il était censé être commandé par Amaro Rodríguez Felipe.
De nombreux manuscrits parlent d'attaques corsaires menées par Amaro Pargo sur différentes puissances ennemies en Espagne.

### Accès à la noblesse
Amaro Pargo a été déclaré hidalgo en 1725, avec confirmation royale en 1727 par le maître des armoiries du roi Philippe V d'Espagne,,.

### Ferveur religieuse
Amaro Pargo, catholique fervent, « est lié à un très grand nombre de fondations, dotations et institutions de mémoriaux et de fonds en faveur des institutions religieuses et du peuple ». Il contribue à l'amélioration du sort des pauvres de la ville de La Laguna, faisant des dons pour les pauvres de la prison, et mettant « en circulation des monnaies de « quart » et de « huitième » pour améliorer la situation financière et de liquidité préoccupante qui affectait tant l'économie de subsistance des habitants des îles ». Il finance aussi entre autres à La Laguna des travaux d'amélioration de l'église Santo Domingo de Guzmán, ainsi que du couvent dominicain Santa Catalina de Siena où se trouvaient trois de ses sœurs.
Il a une grande dévotion personnelle pour sœur María de Jesús (Maria de León Bello y Delgado), religieuse de ce même couvent, dont il finance les funérailles, puis trois ans plus tard le mausolée. En 1734, le prieur provincial de l'ordre dominicain intervient dans la remise des trois clés de ce tombeau, offrant l'une d'elles à Amaro Pargo en reconnaissance de son affection pour la sœur, de ses bonnes œuvres et de la vénération qu'il montre pour l'ordre dominicain.

### Mort

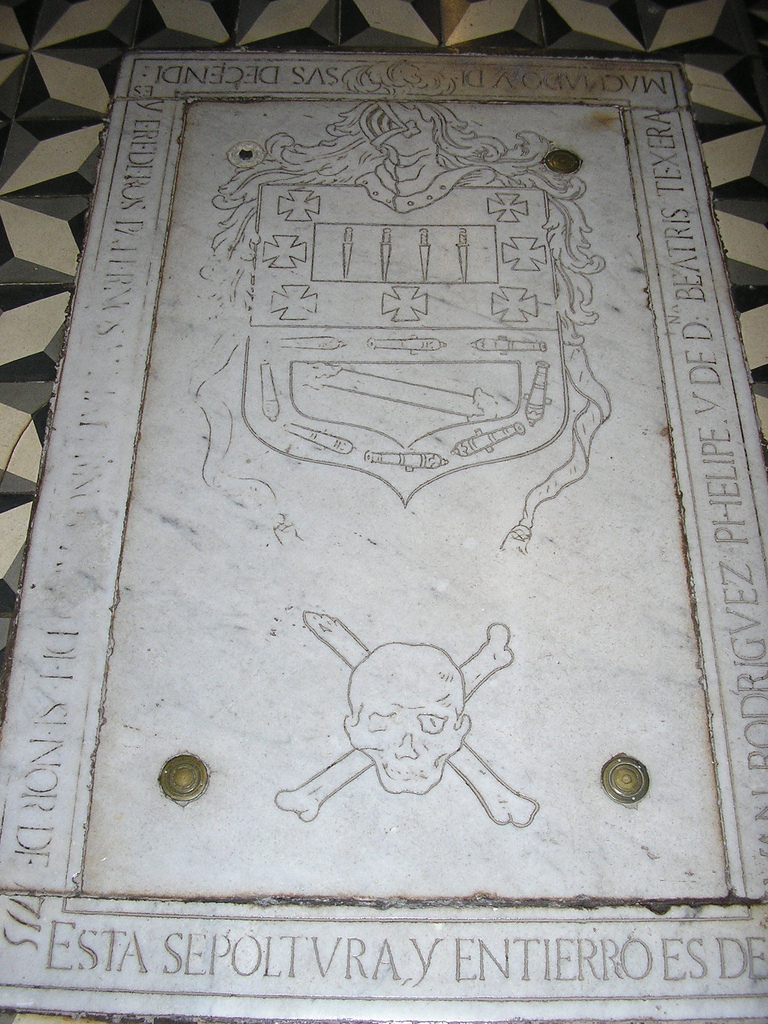
Tombeau d'Amaro Pargo (crâne et tibias croisés non comme symbole pirate mais synonyme et annonce de la mort).

Il meurt le 4 octobre 1747 à San Cristóbal de La Laguna, et y est enterré au couvent de Santo Domingo de Guzmán (maintenant église), dans la chapelle San Vicente Ferrer dont il était propriétaire.

## Exhumation
En 2013, l'exhumation de ses restes a été menée par une équipe d'archéologues de l'Université autonome de Madrid en vue de tests ADN et de reconstruction de son visage. L'exhumation a été financée par la société Ubisoft pour le jeu vidéo Assassin's Creed IV: Black Flag, l'idée étant de faire d'Amaro Pargo l'un des personnages principaux du jeu,, ; le brand manager d'Ubisoft Espagne déclare en effet qu'à son époque « il avait la même réputation et la même popularité que Barbe Noire ou Francis Drake »,,.
Selon les registres historiques, ses parents et un serviteur noir sont enterrés avec lui. En plus de ceux-ci, il y avait dans le tombeau six autres personnes, dont certaines pourraient être ses neveux ou petits-neveux, ainsi que des restes incomplets de bébés sans lien de parenté avec lui, ce qui pourrait correspondre à la coutume ancienne de l'Espagne et des Canaries d'enterrer les enfants morts sans baptême à côté d'un adulte, pour qu'il puisse les guider vers le ciel.

## Dans la culture populaire
« Amaro Pargo et sa fausse auréole de piraterie, aventures, assistance aux pauvres et trésors » ont souvent servi de trame au mythe et à la légende.

### Le trésor d'Amaro Pargo
Selon la légende, le trésor du corsaire comprenait « de l'argent ouvragé, des bijoux en or, des perles et des pierres précieuses de grande valeur, de la porcelaine de Chine, des tissus luxueux et des peintures », dans un coffre dont le contenu était « répertorié dans un livre à couverture de parchemin et marqué de la lettre D ».
Sa maison dans le village de Machado (commune d'El Rosario, Tenerife) a été saccagée au fil des ans par les chercheurs de trésor. D'autres histoires situent ce trésor autour de la grotte dite Cueva de San Mateo à Punta del Hidalgo au nord-est de Tenerife, ou des îlots Roques de Anaga à la pointe nord-est de l'île.

### Littérature
Les activités de marchand et de corsaire d'Amaro Pargo ont inspiré plusieurs romanciers intéressés par le mystère entourant sa personne. On peut citer Amaro Pargo, el pirata de Tenerife (« Amaro Pargo, le pirate de Tenerife ») de Balbina Rivero, El Sarcófago de las Tres Llaves (« Le sarcophage aux trois clés ») de Pompeyo Reina,, et aussi la référence à Amaro Pargo dans Más allá del legado pirata (« Au-delà de l'héritage pirate ») de l'écrivain argentin Ernesto Frers.

### Film et télévision

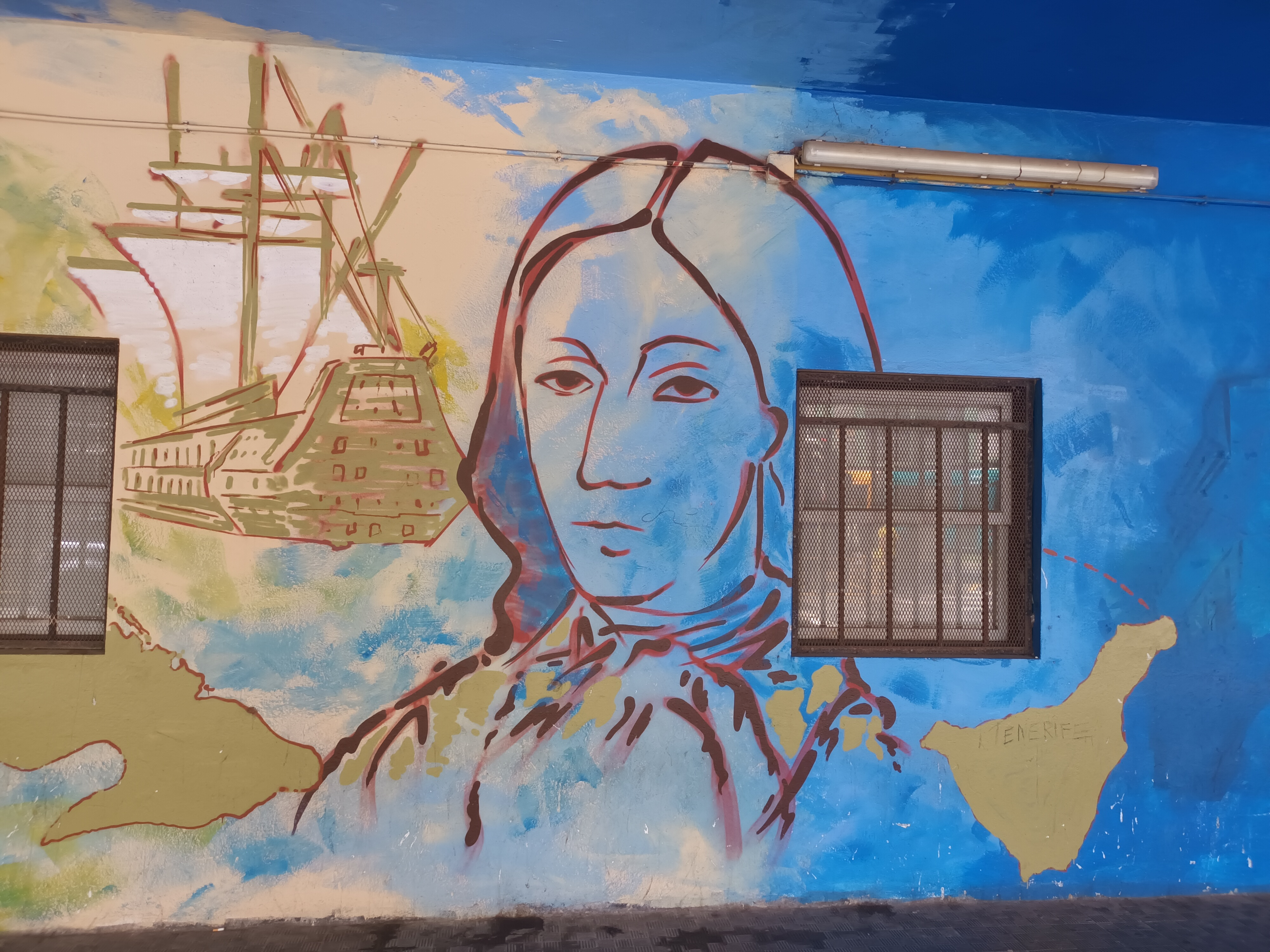
Peinture murale représentant le corsaire Amaro Pargo situé à San Cristóbal de La Laguna, Tenerife.

En 1989, Televisión Española a diffusé une série télévisée intitulée "La historia en persona". Cette série se composait de treize épisodes, dont l'un était consacré à la figure d'Amaro Pargo,.
Plus récemment, en 2017, le premier documentaire analysant différents aspects essentiels de ce personnage historique a été tourné et s'intitule "Amaro Pargo: entre la leyenda y la historia". Ce documentaire a été diffusé directement à la Televisión Canaria.
En 2023, la série télévisée américaine Expedition Unknown a consacré un chapitre à la figure d'Amaro Pargo avec le titre "Riches of Spain's Pirate King".

### Musique et théâtre
Le groupe musical Rincón de La Mareta a dédié une chanson au corsaire en 2016. Il est composé de Raquel Álvarez et raconte l'histoire d'Amaro Pargo, sa fortune et son passage à Cuba.
Dans la pièce de "La Conquista más pirata" du Timaginas Teatro, Amaro Pargo partage les feux de la rampe avec le contre-amiral Horatio Nelson, les Rois catholiques et Alonso Fernández de Lugo.
En 2022, au mois de mai, coïncidant avec l'anniversaire de naissance d'Amaro, un album entièrement dédié à sa figure intitulé El Corsario de Aguere est sorti, sous la direction et la production musicale de Raquel Álvarez.

### Amitié avec sœur María de Jesús
Avec le passage des siècles et le romantisme, l'amitié entre le corsaire et la religieuse devient souvent un sentiment amoureux. C'est le point de vue de Balbina Rivero dans Amaro Pargo, el pirata de Tenerife, mais d'autres comme Pompeyo Reina dans El Sarcófago de las Tres Llaves n'attribuent le lien entre ces deux personnages qu'à la piété religieuse.

### Autres
La tradition populaire lui attribue de nombreux autres faits dont on ne retrouve pas de fondements historiques. Ainsi, il aurait combattu Barbe Noire,. Il aurait eu droit de châtiment.
En 2017, la Ruta Gastronómica de Amaro Pargo a été présentée à La Laguna, une route gastronomique ancrée dans la cuisine du XVIIIe siècle et inspirée par la figure du corsaire.
La mairie de San Cristóbal de La Laguna a lancé en 2021 un jeu vidéo interactif intitulé Le trésor d'Amaro Pargo, qui permet de découvrir les principales valeurs historiques et artistiques de cette ville, déclarée site du patrimoine mondial par l'UNESCO en 1999.